# Primer gabinete de Napoleón
El Primer Gabinete de Napoleón I o Primer Gabinete de Napoleón fue nombrado por el Emperador Napoleón I al establecerse el Primer Imperio Francés el 18 de mayo de 1804, en sustitución del Gabinete del Consulado. Fue sucedido por el Gobierno provisional francés de 1814 tras la caída de Napoleón y la abolición del Imperio.

## Formación
En la sesión del Tribunat del 3 de Floréal del año XII (23 de abril de 1804), Jean-François Curée propuso que Napoleón, entonces Primer Cónsul, fuera declarado Emperador hereditario de Francia. La moción fue apoyada por varios miembros del Tribunat, y sólo Lazare Carnot se pronunció en contra. En una sesión del Senado celebrada el 28 de Floréal del año XII (18 de mayo de 1804), a la que asistieron el cónsul Charles-François Lebrun y todos los ministros, se aprobó una moción por la que Napoleón era declarado Emperador heredero de los franceses. La ceremonia formal de coronación se retrasó hasta el 11 de Frimaire del año XIII (2 de diciembre de 1804), cuando asistió el Papa Pío VII y Napoleón se coronó en Notre Dame de París.

## Ministros
Napoleón conservó los ministros del Consulado, pero introdujo varios cambios durante su reinado. No nombró un primer ministro, sino que él mismo dirigió el gobierno. Los ministros eran:
| Ministerio               | Desde                   | Hasta                   | Tiempo en el cargo | Ministro                               |
| ------------------------ | ----------------------- | ----------------------- | ------------------ | -------------------------------------- |
| Secretario de Estado     | 18 de mayo de 1804      | 17 de abril de 1811     | 6 años, 335 días   | Hugues-Bernard Maret, duque de Bassano |
| Secretario de Estado     | 17 de abril de 1811     | 20 de noviembre de 1813 | 2 años, 218 días   | Pierre Daru                            |
| Secretario de Estado     | 20 de noviembre de 1813 | 1 de abril de 1814      | 132 días           | Hugues-Bernard Maret, duque de Bassano |
| Asuntos Exteriores       | 18 de mayo de 1804      | 9 de agosto de 1807     | 3 años, 83 días    | Charles Maurice de Talleyrand-Périgord |
| Asuntos Exteriores       | 9 de agosto de 1807     | 17 de abril de 1811     | 3 años, 252 días   | Jean-Baptiste Nompère de Champagny     |
| Asuntos Exteriores       | 17 de abril de 1811     | 20 de noviembre de 1813 | 2 años, 218 días   | Hugues-Bernard Maret, duque de Bassano |
| Asuntos Exteriores       | 20 de noviembre de 1813 | 1 de abril de 1814      | 132 días           | Armand Augustín Louis de Caulaincourt  |
| Interior                 | 18 de mayo de 1804      | 8 de agosto de 1804     | 82 días            | Jean-Antoine Chaptal                   |
| Interior                 | 8 de agosto de 1804     | 9 de agosto de 1807     | 3 años, 1 días     | Jean-Baptiste de Nompère de Champagny  |
| Interior                 | 9 de agosto de 1807     | 29 de junio de 1809     | 1 año, 325 días    | Emmanuel Crétet                        |
| Interior                 | 29 de junio de 1809     | 1 de octubre de 1809    | 94 días            | Joséph Fouché                          |
| Interior                 | 1 de octubre de 1809    | 1 de abril de 1814      | 4 años y medio     | Jean-Pierre de Montalivet              |
| Justicia                 | 18 de mayo de 1804      | 13 de junio de 1813     | 9 años, 28 días    | Claude Ambroise Régnier                |
| Justicia                 | 20 de noviembre de 1813 | 1 de abril de 1814      | 132 días           | Mathieu Molé                           |
| Guerra                   | 18 de mayo de 1804      | 9 de agosto de 1807     | 3 años, 83 días    | Louis Alexandre Berthier               |
| Guerra                   | 9 de agosto de 1807     | 20 de noviembre de 1813 | 6 años, 105 días   | Henri Jacques Guillaume Clarke         |
| Guerra                   | 20 de noviembre de 1813 | 1 de abril de 1814      | 132 días           | Pierre Daru                            |
| Administración de Guerra | 18 de mayo de 1804      | 3 de enero de 1810      | 5 años, 231 días   | Jean François Aimé Dejean              |
| Administración de Guerra | 3 de enero de 1810      | 20 de noviembre de 1813 | 3 años, 322 días   | Jean-Girard Lacuée                     |
| Administración de Guerra | 20 de noviembre de 1813 | 1 de abril de 1814      | 132 días           | Pierre Daru                            |
| Finanzas                 | 18 de mayo de 1804      | 1 de abril de 1814      | 9 años, 320 días   | Martín Michel Carlos Gaudin            |
| Tesorería                | 18 de mayo de 1804      | 27 de enero de 1806     | 1 año, 253 días    | François Barbé-Marbois                 |
| Tesorería                | 27 de enero de 1806     | 1 de abril de 1814      | 8 años, 66 días    | Nicolas François, Conde Mollien        |
| Marina y Colonias        | 18 de mayo de 1804      | 1 de abril de 1814      | 9 años, 320 días   | Denis Decrès                           |
| Policía                  | 10 de julio de 1804     | 3 de junio de 1810      | 5 años, 329 días   | Joséph Fouché                          |
| Policía                  | 3 de junio de 1810      | 1 de abril de 1814      | 3 años, 303 días   | Anne Jean Marie René Savary            |
| Asuntos religiosos       | 10 de julio de 1804     | 4 de enero de 1808      | 3 años, 178 días   | Jean-Étienne-Marie Portalis            |
| Asuntos religiosos       | 4 de enero de 1808      | 1 de abril de 1814      | 6 años, 89 días    | Félix-Julien-Jean Bigot de Préameneu   |
| Manufactura y Comercio   | 16 de enero de 1812     | 1 de abril de 1814      | 2 años, 76 días    | Jean-Baptiste Collin de Sussy          |

## Sustitución
En marzo de 1814, los ejércitos aliados invadieron Francia y llegaron a los muros de París el 29 de marzo de 1814. Tras una breve lucha el 30 de marzo de 1814 contra fuerzas abrumadoramente superiores, el 31 de marzo de 1814 el mariscal Auguste de Marmont firmó la capitulación de París. El 1 de abril de 1814 se formó un gobierno provisional bajo la presidencia de Charles Maurice de Talleyrand-Périgord.